# Séranon
Séranon ist eine französische Gemeinde im Département Alpes-Maritimes in der Region Alpes-Maritimes. Sie gehört zum Kanton Grasse-1 im Arrondissement Grasse. Die Bewohner nennen sich Séranonnais.

## Geografie
Séranon ist die westlichste Gemeinde des Départements Alpes-Maritimes. Sie liegt im Regionalen Naturpark Préalpes d’Azur. Die angrenzenden Gemeinden sind Valderoure im Norden, Caille im Osten, Escragnolles im Südosten, Mons und La Roque-Esclapon im Süden, La Bastide im Südwesten, La Martre und Châteauvieux im Westen sowie Peyroules (Berührungspunkt) im Nordwesten.

## Geschichte

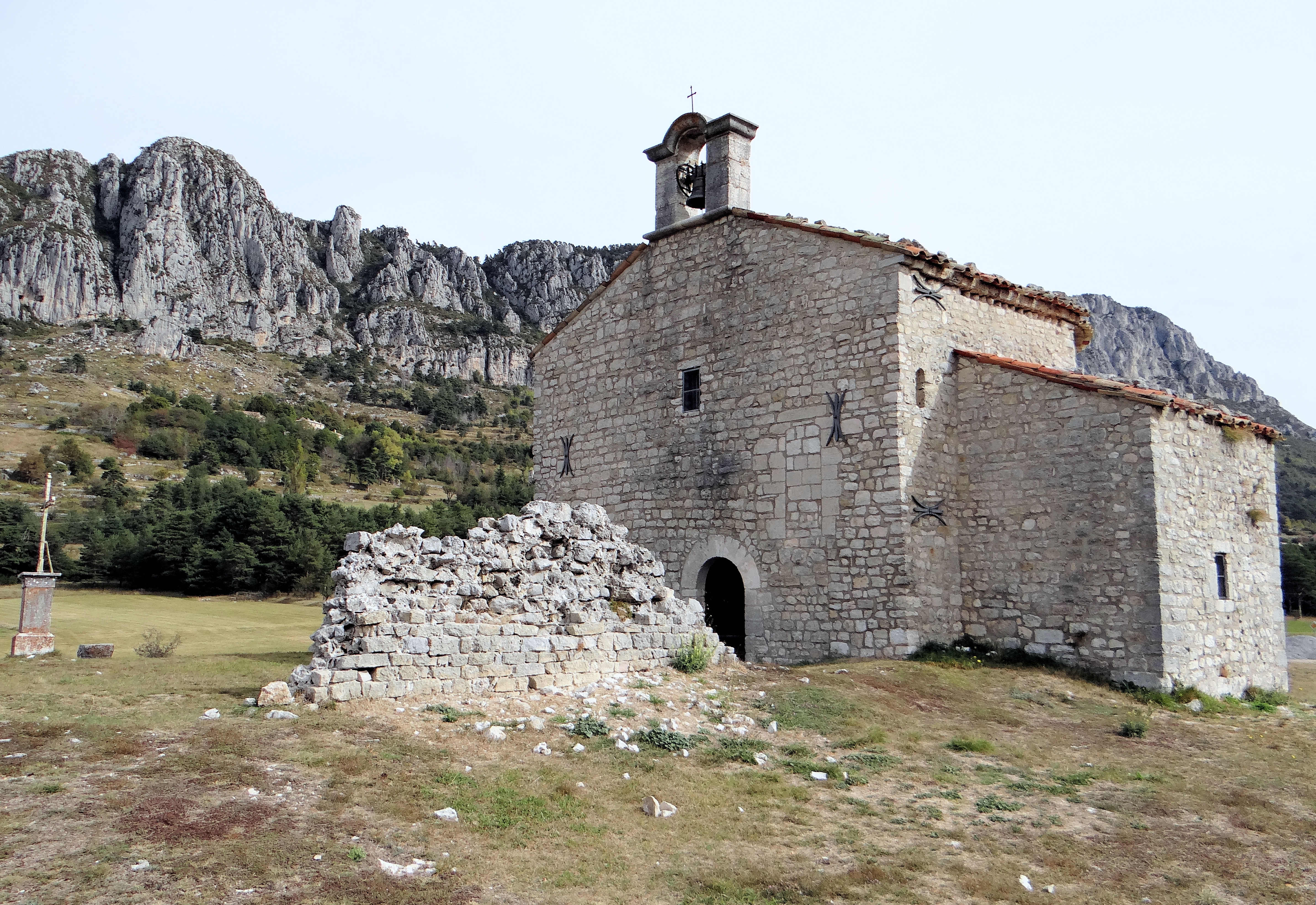
Kapelle Notre-Dame-de-Gratemoine

Aus dem Jahre 1060 stammen Erwähnungen der Siedlung unter dem Namen Castellis Saranonis und der örtlichen Frauenkirche Notre-Dame-de-Gratemoine.
Am 2. März 1815 erreichte Napoléon Bonaparte Séranon mit seiner Truppe, siehe Route Napoléon.

### Bevölkerungsentwicklung
| 1962 | 1968 | 1975 | 1982 | 1990 | 1999 | 2006 | 2008 | 2014 |
| ---- | ---- | ---- | ---- | ---- | ---- | ---- | ---- | ---- |
| 241  | 231  | 241  | 272  | 280  | 317  | 432  | 462  | 491  |